# Amazonas Futebol Clube
El Amazonas Futebol Clube es un equipo de fútbol con sede en Manaos, Brasil que desde 2024 jugará en el Campeonato Brasileño de Serie B, la segunda división nacional; y en el Campeonato Amazonense, la primera división del estado de Amazonas. Su mascota es el jaguar y sus colores oficiales son el amarillo y el negro.

## Historia

### Fundación
El Amazonas habría sido idealizado alrededor de 2017, 2 años antes de su fundación, periodo en el que el club fue planeado hasta su fundación el 23 de mayo de 2019 en la ciudad de Manaos, el proyecto fue encabezado por Wesley Couto, con la participación de personas como el entonces concejal de Manaos, Willian Abreu y Roberto Peggy, Willian Abreu fue director de fútbol de Rio Negro. y Roberto Peggy fue presidente de Nacional entre 2017 y 2018, continuiando así la historia de los clubes jóvenes de Manaos que siempre tienen entre sus fundadores integrantes de la junta directiva de clubes tradicionales de la capital del estado de Amazonas. También, los fundadores, para ser el primer director de fútbol, los directivos contrataron al exjugador Lecheva, que estuvo alternadamente en el club desde 2019 hasta 2021.
Ya en la altura de su fundación, el club ya tenía su estructura con una sede, alojamiento y un lugar para entrenamientos. También, planeaba la construcción de su propio centro de entrenamientos en la Avenida Constantino Nery. Para aquel inicio audaz, el club planeaba una hoja salarial modesta, de alrededor de 50 000 reales brasileños, pero ya haciendo pruebas de fichajes atrevidos como el del jugador Juan. El club inicialmente tuvo una política de invertir en medallas del fútbol brasileño, fichando también a nombres como Maikon Leite (en 2020), Ibson y Walter (en 2022).

### Primeros pasos, la Serie B estadual de 2019
Fundado en 2019, el equipo disputó su primera competición oficial en el mismo año, la Segunda División del Campeonato Amazonense de 2019. El club presentó por medio de su director de fútbol y también director técnico Lecheva el equipo con cerca de 30 jugadores, la mayoría nombres conocidos en el fútbol de la región norte de Brasil, además de jugadores provenientes del interior del estado de Amazonas.
El debut oficial ocurrió el 12 de octubre de 2019, en la partida realizada en el estadio Ismael Benigno donde venció a Tarumã por 3-0. El primer gol de la historia del club fue hecho por el jugador Deivison, a los 25 minutos del primer tiempo. Ivanilson marcó el segundo y tercer gol a los 21 y 31 minutos del segundo tiempo.
Después empató 1-1 con Clíper, venció a São Raimundo por 3-0 y cerró la fase regular ganando contra Holanda 6-1, garantizando así su acesso a la primera división estadual en su año de debut. En la final se enfrentó a São Raimundo y, nuevamente, venció a su adversário por 3-1, consagrándose así como campeones de la segunda división amazonense, entrando para el hall de equipos campeones profesionales con menos de 6 meses de fundación.

### Serie D 2022, primera competición nacional y ascenso a la Série C
Gracias al tercer lugar en el Campeonato Amazonense 2021 Amazonas garantizó su primera participación en una competición nacional, el Campeonato Brasileño de Fútbol Serie D 2022. En la primera fase hizo parte de un grupo regionalizado con 7 equipos más.

#### El debut nacional
El "jaguar" jugó su primer partido oficial fuera del estado de Amazonas el 17 de abril de 2022, cuando viajó a Río Branco, capital de Acre para enfrentar a Humaitá. El partido fue disputado en el estadio Arena da Floresta y el conjunto aurinegro ganó 1-0, con gol de Rafael Tavares a los 9 minutos del segundo tiempo. El club venció sus primeros 4 partidos en la competición, rompiendo la racha con un empate en la quinta jornada contra São Raimundo que terminó 2-2, después de llegar a estar ganando 2-0. Su única derrota fue en la decimoprimera jornada, cuando perdió 2-1 contra Porto Velho, en Manaos, perdiendo así su invencibilidad histórica en competiciones nacionales.

#### Segunda fase
En la segunda fase el Amazonas enfrentó a Juventude, clasificado como segundo posicionado del grupo A2. A pesar de la diferencia entre las campañas de los dos, el club del estado de Maranhão mostró su valor, dificultandole las cosas a Amazonas. En el juego de ida en el estadio Pinheirão, en São Mateus do Maranhão, hubo un empate 0-0, llevando la decisión de la clasificación a Manaos. En el juego de vuelta, disputado en el Estadio Municipal Carlos Zamith, el "jaguar" abrió el marcador a los 11 minutos de juego con un gol de Italo, pero el equipo de Maranhão consiguió el empate a los 22 minutos. La partida siguió así hasta el final del juego regulamentar, caminando para una disputa de penaltis, sin embargo, en el minuto 5 de prórroga, Italo nuevamente, marcó el gol de la clasificación, con la partida terminando 2 a 1 para Amazonas.

#### Tercera fase
En la tercera fase el conjunto aurinegro se enfrentó al equipo sergipano Lagarto y así como en la fase anterior, la vida del "jaguar" se complicó. El partido de ida fue realizado en el Estadio Barretão, en Lagarto, allí, el Amazonas tomó la delantera con un gol de Ruan a los 44 minutos del primer tiempo, pero el equipo local empató a los 26 minutos del segundo tiempo. Nuevamente, la decisión de clasificación se fue a Manaos, el partido de vuelta fue realizado en el Estadio Carlos Zamith, el "jaguar" abrió el marcador a los 20 minutos del primer tiempo con Italo, pero el equipo de Sergipe empató en la prórroga del primer tiempo, parecía que se iba a repetir lo que pasó en la fase anterior, quando a más de la mitad del segundo tiempo el marcador seguía 1-1, sin embargo, a los 32 minutos del segundo tiempo, Italo, nuevamente, hizo el gol de la clasificación, el partido terminó con la victoria de Amazonas por 2-1.

#### Cuartos de final, el ascenso a la Serie C
El primer partido fue disputado en el Estadio Luso Brasileiro, en Río de Janeiro. Nuevamente, el equipo amazonense tomó la delantera, con un gol de penalti hecho por Rafael Tavares a los 18 minutos del primer tiempo. Los cariocas empataron a los 12 minutos del segundo tiempo, y así terminó el partido.
El partido de vuelta fue nuevamente disputado en el Estadio Municipal Carlos Zamith. A pesar de ser una partida decisiva, el equipo llevó el partido a este estadio primero para buscar una identificación con la región donde este está situado, y segundo por la falta de disponibilidad de la Arena da Amazônia debido a un concierto de la banda Guns N' Roses. Delante de casi 7 mil presentes, Amazonas dominó totalmente a su adversário en el primer tiempo, con el marcador llegando a estar 3-0. El primer gol salió en el minuto 7 y fue hecho por Yuri, a los 20 minutos salió el segundo y fue hecho por Rafa a los 38 minutos el tercero salió hecho por Ruan. El Amazonas dominó hasta la mitad del segundo tiempo, cuando salió el primer gol de Portuguesa. Después el partidó estuvo tenso pero el partido término con una victoria de los amazonenses, a pesar de que recibieron un gol en la prórroga del segundo tiempo. El resultado terminó 3-2 para el Amazonas y consiguieron el ascenso a la Serie C en su primera participación en una competición nacional, siendo el club más joven en conseguir un ascenso en la actual pirámide del fútbol brasileño.

#### Semifinales
Después de conseguir el ascenso, el Amazonas se clasificó a las semifinales en busca del título de la competición, sin embargo, la campaña del equipo amazonense paró en esta fase, enfrentando al equipo de Minas Gerais Pouso Alegre, que derrotaron al "jaguar" 2 veces con un marcador que terminó 1-0 en ambos partidos. Con eso, Amazonas terminó la competición en tercer lugar general, también, tuvo a los 2 máximos goleadores de la competición, siendo Italo y Rafael Tavares, con 11 goles cada uno, además de tener el mejor ataque con 46 goles hechos, lo que también le garantizó la mejor diferencia de goles, con una diferencia de 26 goles.

## Jugadores

### Plantilla 2025

#### Altas y bajas 2025 (invierno)
| Altas       | Altas    | Altas       | Altas          | Altas |
| Jugador     | Posición | Procedencia | Tipo           | Costo |
| ----------- | -------- | ----------- | -------------- | ----- |
| Erick Varão | Volante  | Capital-DF  | Transferencia. | --    |

| Bajas         | Bajas          | Bajas       | Bajas                  | Bajas |
| Jugador       | Posición       | Procedencia | Tipo                   | Costo |
| ------------- | -------------- | ----------- | ---------------------- | ----- |
| Jonny Uchuari | Centrocampista | Aucas       | Rescisión de contrato. | --    |

## Entrenadores
- Ricardo Lecheva (2019–agosto de 2020)[41][42]
- Ruy Scarpino (agosto de 2020–febrero de 2021)[42][43]
- Ricardo Lecheva (febrero de 2021–noviembre de 2021)[44][45]
- Rodney Gonçalves (noviembre de 2021–febrero de 2022)[46][47]
- Zé Carlos (interino- febrero de 2022–marzo de 2022)[47]
- Rafael Lacerda (marzo de 2022–septiembre de 2023)[48][49]
- Luizinho Vieira (septiembre de 2023–abril de 2024)[50][51]
- Adílson Batista (abril de 2024–mayo de 2024)[52][53]
- Ibson (interino- mayo de 2024)[53]
- Rafael Lacerda (mayo de 2024–noviembre de 2024)[54]
- Ibson (interino- noviembre de 2024–enero de 2025)[55]
- Aderbal Lana (enero de 2025–febrero de 2025)[56][38]
- Eduardo Barros (febrero de 2025–abril de 2025)[57][58]
- Ibson (interino- abril de 2025)[59]
- Guilherme Alves (abril de 2025–julio de 2025)[60][61]
- Ibson (interino- julio de 2025)[62]
- Márcio Zanardi (julio de 2025–presente)[4]

## Palmarés
Torneos nacionales (1)
- Campeonato Brasileño de Serie C (1): 2023

Torneos estaduales (2)
- Campeonato Amazonense (1): 2023
- Campeonato Amazonense de Segunda División (1): 2019